# Gurelca purpureosignata
Gurelca purpureosignata är en fjärilsart som beskrevs av Adolf G. Closs 1917. Gurelca purpureosignata ingår i släktet Gurelca och familjen svärmare. Inga underarter finns listade i Catalogue of Life.